# Rafi Lajos
Rafi Lajos (Marosvásárhely, 1970 – Gyergyószárhegy, 2013. június 24.) erdélyi cigány költő.

## Életpályája
Jobbágyfalvi cigány kovácscsaládba született. Egyéves koráig Jobbágyfalván élt, azután került Gyergyószárhegyre. Iskoláit Gyergyószárhegyen és a gyergyószentmiklósi mezőgazdasági szakközépiskolában végezte. Amikor 1989-ben leérettségizett, akkor jelent meg első verse nyomtatásban. Hat gyermeke volt. Családját bádogosságból tartotta fenn, Szárhegyen élt, de több helyen is megfordult és dolgozott. 
Első kötete 2007-ben jelent meg Budapesten, a második 2012-ben. Úgy tartotta, hogy a kritika „az élet mozgatórugója".

### Megjelent kötetei
- Földhöz vert csoda, L'Harmattan Kiadó, Budapest, 2007
- Ett under, slaget till marken (Földhöz vert csoda); ford. Ove Berglund, nyersford. Gergely Tamás; Brända böcker, Stockholm, 2010
- Az élet számlája, Mark House, 2012
- Halottként él az Isten. Összegyűjtött versek; szerk. Ferenczi Attila; Polis, Kolozsvár, 2017
- Találkozások (antológia)